# آدیو تکنیکا
شرکت آدیو تکنیکا (به ژاپنی: 株式会社オーディオテクニカ) با سابقه ۵۰ ساله در تولید انواع میکروفن و هدفون، جزو مطرح‌ترین برندها در حیطه کاری خود می‌باشد. این برند دارای جایزه‌های مختلف بین‌المللی می‌باشد. بسیاری از خواننده‌های مطرح جهان در کنسرت‌های خود از میکروفن‌های این شرکت استفاده می‌نمایند. سیستم‌های کنفرانسی این شرکت نیز زبان زد می‌باشد برای مثال سیستم کنفرانسی سازمان ملل متحد از تولیدات این شرکت می‌باشد. 